# Juan Manuel Cerúndolo
Juan Manuel Cerúndolo (* 15. November 2001 in Buenos Aires) ist ein argentinischer Tennisspieler.

## Privates
Cerúndolo hat einen älteren Bruder namens Francisco, welcher ebenfalls Tennisspieler ist.

## Karriere
Auf der ITF Junior Tour konnte Cerúndolo Platz 9 in der Junior-Rangliste erreichen, blieb dabei aber ohne Erfolge bei den großen Turnieren.
2019 spielte er regelmäßig bei den Profis und konnte in diesem Jahr drei Turniere der drittklassigen ITF Future Tour gewinnen. In seinem zweiten Turnier der höherdotierten ATP Challenger Tour in Montevideo kam er auf Anhieb bin ins Halbfinale und schlug auf dem Weg mit Pablo Cuevas sogar einen Spieler der Top 50 der Weltrangliste. Dadurch machte er selbst einen Sprung im Ranking und stieg um fast 100 Plätz auf Rang 391. Anfang 2020 konnte er im Doppel an der Seite von Thiago Agustín Tirante das Finale von Punta del Este erreichen. Ansonsten verlief das Jahr ohne Höhepunkte. 2021 gewann er seinen ersten Future-Titel im Doppel. Dann qualifizierte er sich bei den Córdoba Open im Februar erstmals für ein Hauptfeld auf der ATP Tour. Nach vier Siegen erreichte er das Finale, in dem er in drei Sätzen auch Albert Ramos Viñolas besiegte. Cerúndolo stand zu Turnierbeginn auf Rang 335 der Weltrangliste. Von 1990 bis zum Zeitpunkt des Turniers waren nur vier Spieler bei einem ATP-Titelgewinn schlechter platziert. Dank seines Sieges stieg er in der Weltrangliste auf Platz 181. Er ist der jüngste argentinische Turniersieger eines ATP-Tour-Turniers seit Guillermo Coria im Jahr 2001. Überdies war er der erste Spieler seit Santiago Ventura im Jahr 2004 der sein erstes ATP-Turnier, in welchem er im Hauptfeld antrat, gewann.

## Erfolge
| Legende (Anzahl der Siege) |
| Grand Slam                 |
| ATP Tour Finals            |
| ATP Tour Masters 1000      |
| ATP Tour 500               |
| ATP Tour 250 (1)           |
| ATP Challenger Tour (10)   |

| Titel nach Belag |
| Hartplatz (0)    |
| Sand (1)         |
| Rasen (0)        |

### Einzel

#### Turniersiege

##### ATP Tour
| Nr. | Datum            | Turnier | Belag | Finalgegner          | Ergebnis      |
| --- | ---------------- | ------- | ----- | -------------------- | ------------- |
| 1.  | 28. Februar 2021 | Córdoba | Sand  | Albert Ramos Viñolas | 6:0, 2:6, 6:2 |

##### ATP Challenger Tour
| Nr. | Datum              | Turnier      | Belag | Finalgegner           | Ergebnis      |
| --- | ------------------ | ------------ | ----- | --------------------- | ------------- |
| 1.  | 2. Mai 2021        | Rom          | Sand  | Flavio Cobolli        | 6:2, 3:6, 6:3 |
| 2.  | 5. September 2021  | Como         | Sand  | Gian Marco Moroni     | 7:5, 7:67     |
| 3.  | 12. September 2021 | Banja Luka   | Sand  | Nikola Milojević      | 6:3, 6:1      |
| 4.  | 2. Oktober 2022    | Buenos Aires | Sand  | Camilo Ugo Carabelli  | 6:4, 2:6, 7:5 |
| 5.  | 23. Oktober 2022   | Coquimbo     | Sand  | Facundo Díaz Acosta   | 6:3, 3:6, 6:4 |
| 6.  | 8. Januar 2023     | Tigre (1)    | Sand  | Murkel Dellien        | 4:6, 6:4, 6:2 |
| 7.  | 15. Januar 2023    | Tigre (2)    | Sand  | Jesper de Jong        | 6:3, 2:6, 6:2 |
| 8.  | 16. Juni 2024      | Lima         | Sand  | Pedro Boscardin Dias  | 6:4, 6:3      |
| 9.  | 22. Juni 2024      | Santa Cruz   | Sand  | Álvaro Guillén Meza   | 3:6, 6:1, 6:4 |
| 10. | 29. September 2024 | Antofagasta  | Sand  | Adolfo Daniel Vallejo | 3:6, 6:2, 6:4 |

#### Finalteilnahmen
| Nr. | Datum         | Turnier | Belag | Finalgegner      | Ergebnis      |
| --- | ------------- | ------- | ----- | ---------------- | ------------- |
| 1.  | 21. Juli 2025 | Gstaad  | Sand  | Alexander Bublik | 4:6, 6:4, 3:6 |

## Abschneiden bei Grand-Slam-Turnieren

### Einzel
| Turnier         | 2021 | 2022 | 2023 | 2024 | 2025 | Karriere |
| --------------- | ---- | ---- | ---- | ---- | ---- | -------- |
| Australian Open | —    | 1    | —    | Q1   | Q1   | 1        |
| French Open     | Q3   | Q2   | Q2   | Q2   | 2    | 2        |
| Wimbledon       | Q1   | —    | 1    | —    | Q1   | 1        |
| US Open         | —    | —    | 2    | Q1   |      | 2        |

Zeichenerklärung: S = Turniersieg; F, HF, VF, AF = Einzug ins Finale / Halbfinale / Viertelfinale / Achtelfinale; 1, 2, 3 = Ausscheiden in der 1. / 2. / 3. Hauptrunde; Q1, Q2, Q3 = Ausscheiden in der 1. / 2. / 3. Qualifikationsrunde; nicht ausgetragen